# Urophora unica
Urophora unica är en tvåvingeart som beskrevs av Becker 1919. Urophora unica ingår i släktet Urophora och familjen borrflugor.
Artens utbredningsområde är Ecuador. Inga underarter finns listade i Catalogue of Life.